# 云飞路（康桥南）站
云飞路（康桥南）站，是浙江省宁波市建设中的一座地下城市轨道交通车站，为宁波轨道交通7号线和5号线二期换乘站。7号线车站计划于2026年底启用。

## 车站形制
云飞路（康桥南）站位于江北区庄桥街道康桥南路、云飞路口。车站总建筑面积40073平方米，其中7号线车站沿康桥南路南北向布置，为地下二层岛式车站，长316米，宽21.3米，建筑面积为15509平方米。5号线车站沿云飞路东西向布置，为地下三层岛式车站，长300米，宽21.3米，建筑面积24564平方米。两线车站呈T型节点换乘，设有联络线。

## 出口
云飞路（康桥南）站规划设置5个出口。